# Добровольное страхование
Добровольное страхование - страхование на основе добровольного согласия страхователя и страховщика заключить договор страхования.

## Общие положения
Договор добровольного страхования заключается в соответствии с действующим законодательством. Закон может определять подлежащие добровольному страхованию объекты и наиболее общие условия страхования. Конкретные условия регулируются правилами страхования, которые разрабатываются страховщиком.

## Заключение договора добровольного страхования
Добровольное участие в страховании в полной мере характерно только для страхователей. Например, при заключении договоров личного страхования страховщик не имеет права отказаться от страхования объекта, если волеизъявление страхователя не противоречит общим условиям  и правилам страхования. Это гарантирует заключение договора страхования по первому требованию страхователя. Вместе с тем страховщик не обязан заключать договор страхования на условиях, предложенных страхователем.
Для добровольного страхования характерен выборочный (не полный) охват страхователей и объектов страхования в отличие от обязательного страхования. В условиях страхования могут быть ограничения для заключения договоров со страхователями, не отвечающими предъявляемым к ним требованиям.

## Сроки добровольного страхования
Добровольное страхование всегда ограничено по срокам страхования. Есть начало и окончание срока в договоре. Непрерывность добровольного страхования можно обеспечить только путём повторного (иногда автоматического) перезаключения договора на новый срок. 
Добровольное страхование действует только при уплате разового или периодических страховых взносов. Неуплата страхового взноса ведёт к прекращению договора.

## «Период охлаждения» в Российской Федерации
С 1 января 2018 года, с учетом определенных Указанием Банка России требований, страхователь вправе отказаться от договора добровольного страхования в течение четырнадцати календарных дней со дня заключения такого договора, а страховщик обязан полностью или частично вернуть страхователю уплаченную страховую премию.